# Азербайджано-аргентинские отношения
Азербайджано-аргентинские отношения — двусторонние отношения между Азербайджаном и Аргентиной в политической, экономической, культурной и иных сферах.

## Двусторонние отношения

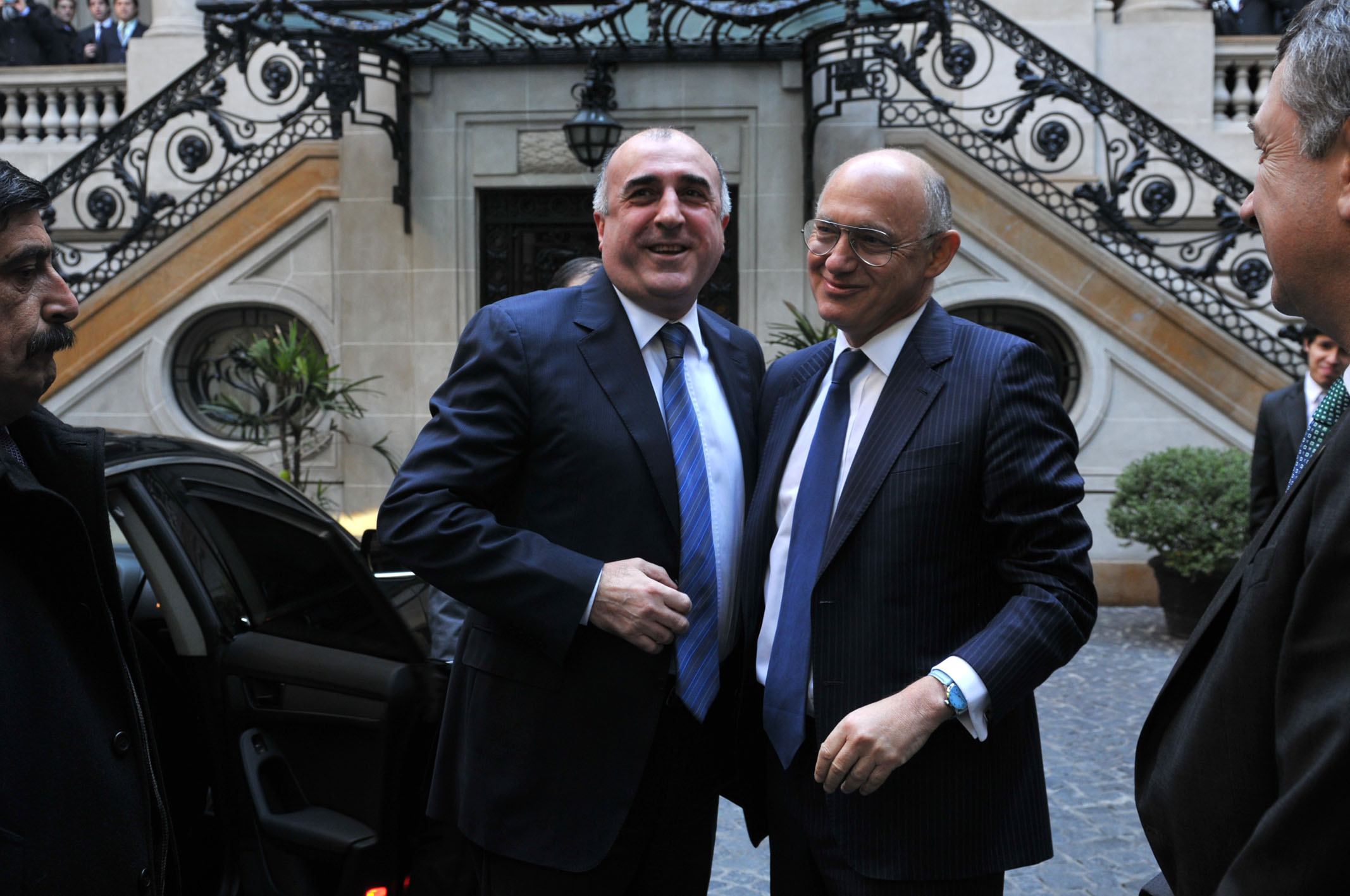
Главы МИД Азербайджана Эльмар Мамедъяров и Аргентины Эктор Тимерман, 26 июля 2012

Аргентина признала независимость Азербайджана 9 марта 1992 года. Дипломатические отношения между странами установлены 8 ноября 1993 года.
Посольство Азербайджана в Аргентине открыто в 2010 году. Посольство Аргентины в Азербайджане открыто в 2012 году.
В парламенте Азербайджана действует рабочая группа по двусторонним отношениям с Аргентиной. Руководитель группы— Вюгар Искендеров. В Национальном конгрессе Аргентины также действует межпарламентская двусторонняя рабочая группа по отношениям с Азербайджаном.
20-21 марта 2019 года министр иностранных дел Азербайджана Эльмар Мамедъяров совершил рабочий визит в Буэнос-Айрес для участия в конференции ООН по сотрудничеству, в рамках которого, встретился аргентинским министром иностранных дел и культуры Хорхе Фори.
В апреле 2019 года председатель Палаты депутатов Национального конгресса Аргентины Эмилио Монзо побывал с рабочим визитом в Баку, где встретился со своим коллегой председателем Милли Меджлиса Азербайджана Огтаем Асадовым, а также президентом Азербайджана.
22 сентября 2015 года министр экономики и промышленности Азербайджана Шахин Мустафаев и заместитель министра иностранных дел, международной торговли и вероисповедания Аргентины Эдуардо Зуаин подписали соглашение о техническом сотрудничестве.
Между странами подписано 25 документов.

## В области экономики
С июля 2012 года действует двусторонняя рабочая группа по торговому и экономическому сотрудничеству.
| Год  | Экспорт Аргентины | Экспорт Азербайджана | Сумма    |
| ---- | ----------------- | -------------------- | -------- |
| 1998 | 103,9             | 24,4                 | 128,3    |
| 1999 | 71,1              | 2 459,6              | 2 530,7  |
| 2000 | 116,1             | 7 264,8              | 7 380,9  |
| 2001 | 401,0             | 15 021,8             | 15 422,8 |
| 2002 | 687,1             | 2 081,4              | 2 768,5  |
| 2003 | 442,6             | 0                    | 442,6    |
| 2004 | 316,8             | 6,4                  | 323,2    |
| 2005 | 1 867,1           | 115,2                | 1 982,3  |
| 2006 | 5 301,4           | 91,2                 | 5 392,6  |
| 2007 | 8 591,3           | 70,4                 | 8 661,7  |
| 2008 | 17 744,7          | 96,0                 | 17 840,7 |
| 2009 | 19 941,2          | 56,0                 | 19 997,2 |
| 2010 | 29 126,2          | 17,1                 | 29 143,3 |
| 2011 | 23 027,9          | 13 421,8             | 36 449,6 |
| 2012 | 14 991,9          | 24,7                 | 15 016,6 |
| 2013 | 7 029,7           | 70,0                 | 7 099,7  |
| 2014 | 10 986,8          | 58,6                 | 11 045,4 |
| 2015 | 15 155,4          | 8,0                  | 15 163,4 |
| 2016 | 12 924,0          | 46,6                 | 12 970,6 |
| 2017 | 22 175,9          | 16,9                 | 22 192,8 |
| 2018 | 23 932,3          | 20,3                 | 23 952,6 |

### Товарооборот (тыс. долл)
| Год  | Экспорт Азербайджана | Импорт Азербайджана | Сумма товарооборота |
| ---- | -------------------- | ------------------- | ------------------- |
| 2019 | 41,07                | 21 153,33           | 21 194,4            |
| 2020 | 5 508,52             | 20 570,57           | 26 079,09           |
| 2021 | 11,80                | 49 643,84           | 49 655,64           |
| 2022 | 11 314,19            | 60 606,56           | 71 920,75           |
| 2023 | 0                    | 55 749,83           | 55 749,83           |

## В области культуры
В 2018 году в Баку проведён I Фестиваль латиноамериканских фильмов.
С 7 октября по 25 ноября 2023 года в Баку проходит II Фестиваль латиноамериканских фильмов. В фестивале участвуют фильмы стран Латинской Америки, в том числе Аргентины. На фестивале представлен документальный фильм Los Corroboradores об архитектуре Буэнос-Айреса.

## В иных сферах
25 ноября 2010 года Азербайджанская дипломатическая академия (АДА) и Институт дипломатической службы Аргентины подписали меморандум о сотрудничестве.